# Майдан (фильм)
Майда́н (укр. Майдан) — украинский документальный фильм 2014 года режиссёра Сергея Лозницы. Мировая премьера фильма состоялась 21 мая 2014 года в рамках специального показа официальной программы 67-го Каннского кинофестиваля. Во французский прокат фильм вышел 23 мая 2014 года. Украинская премьера состоялась 18 июля 2014 года в рамках официальной программы 5-го Одесского международного кинофестиваля. В украинский прокат фильм вышел 24 июля 2014 года.

## Сюжет
Фильм представляет собой хронику событий Евромайдана, начиная от мирных Майдан-акции конца 2013 года и заканчивая последствиями кровавого противостояния протестующих и милиции. В начале фильма камера сосредоточена на быте протестующих на площади, фоном для которых служат звучащие со сцены речи, стихи, песни. Далее уже показывается столкновения в январе-феврале 2014 года, концовка фильма посвящена погибшим на Евромайдане. Свою ленту Сергей Лозница разделил на четыре части: «Пролог», «Торжество», «Боевые действия» и «Постскриптум».

## Создание
Для съёмок фильма о Майдане Лознице пришлось приостановить работу над проектом, посвящённом трагедии Бабьего Яра. Сергей Лозница начал снимать фильм 15 декабря 2013 года. Январские противостояния ему помогал снимать оператор Сергей Стеценко. Съёмки продолжались до 5 марта 2014 года. Бюджет фильма составил 95 000 евро.
Фильм содержит также кадры, снятые журналистами украинской службы «Радио Свобода» на улице Институтской и у гостиницы «Украина». Особенностью фильма стало использование статичной камеры на протяжении почти всего фильма.

## Премьерный показ в разных странах[8]
- Франция — 21 мая 2014 на Каннском кинофестивале
- Израиль — 16 июля 2014 на Иерусалимском кинофестивале
- Украина — 18 июля 2014 на Одесском кинофестивале
- Новая Зеландия — 31 июля 2014 на Новозеландском кинофестивале
- Босния и Герцеговина — 16 августа 2014 на Сараевском кинофестивале
- Швейцария — 25 сентября 2014 на Цюрихском кинофестивале
- Бразилия — 26 сентября 2014 на Международном кинофестивале в Рио-де-Жанейро
- Канада — 26 сентября 2014 на Ванкуверском кинофестивале
- Греция — 28 сентября 2014 на Афинском кинофестивале
- Чили — 11 октября 2014 на Международном кинофестивале в Вальдивии
- Великобритания — 11 октября 2014 на Лондонском кинофестивале
- Бельгия — 19 октября 2014 на Международном кинофестивале в Генте
- Австрия — 25 октября 2014 на Международном кинофестивале в Вене
- Румыния — 28 октября 2014
- Португалия — 30 октября 2014
- Дания — 9 ноября 2014 (фестиваль CPHDOX)
- Испания — 10 ноября 2014
- Польша — 21 ноября 2014
- США — 12 декабря 2014
- В России премьера фильма состоялась в рамках фестиваля авторского документального кино Артдокфест 11 декабря 2014 года[9].

## Критика
Фильм получил положительные отзывы и овации зала на премьере на Каннском кинофестивале, однако встретил неоднозначную реакцию на Одесском кинофестивале. В ходе показа фильма зал дважды вставал петь гимн Украины, когда это делали герои экрана, на пресс-конференции в укор режиссёру ставили статичность съёмок и отсутствие в фильме переломных эпизодов.

## Награды и номинации
| Награды и номинации фильма «Майдан» | Награды и номинации фильма «Майдан»                           | Награды и номинации фильма «Майдан» | Награды и номинации фильма «Майдан» | Награды и номинации фильма «Майдан» | Награды и номинации фильма «Майдан» |
| Год                                 | Награда                                                       | Категория                           | Номинант                            | Результат                           |                                     |
| ----------------------------------- | ------------------------------------------------------------- | ----------------------------------- | ----------------------------------- | ----------------------------------- | ----------------------------------- |
| 2015                                | Международный фестиваль фильмов о правах человека в Нюрнберге | Гран-при                            | «Майдан»                            | Победа                              |                                     |